# 小泉奈津美
小泉 奈津美（こいずみ なつみ、1988年7月8日 - ）は、日本の女性プロボウラー。JPBA第46期生。ライセンスNo.497（2013年交付）。神奈川県出身。名古屋産業大学卒業。グランドボウル所属。用品契約はアメリカンボウリングサービス（ABS）。右投げ。愛称はなっちゃん。

## 経歴
小学3年生の頃からボウリングを始めた。
ナショナルチーム時代に『ボウリング革命 P★League』（以下Pリーグ）に出場。キャッチフレーズは当初は「ジャパンのド根性娘」だったが後に「逆襲のベイビーフェイス」となった。Pリーグ第19戦から第30戦は全日本ナショナルチームとして出場。最高成績は第24戦の第3位。師匠はPリーグ解説者でもあった北岡義実と小川美紀。尊敬するプロボウラーに師匠の二人と当時同じくグランドボウルに所属していた酒井美佳の名前を挙げている。
2013年に日本プロボウリング協会のプロテストにトップ合格してプロ入りを果たした。第34戦以降出場していなかったPリーグは第46戦より復帰し、復帰戦で最高成績タイの第3位に入り、第58戦で第56戦からPリーグの会場となったホームの川崎グランドボウルで3戦目で初勝利、決勝戦で尊敬する酒井美佳と対戦し、自己最高の第2位に入り、第59戦も松永裕美には敗れたものの2大会連続で第2位に入り、第60戦で自身初の3大会連続初戦突破で初の第6シーズンチャンピオン決定戦進出を決め、さらに悲願のPリーグ初優勝を飾った。その後行われたシーズンチャンピオン決定戦は第6シーズン第2戦の決勝戦と同じ顔合わせ（吉田真由美と松永裕美）で敗れたものの、シーズン獲得ポイントは第1シーズンで森彩奈江が獲得した24ポイントを上回る29ポイント。第61戦で松永裕美・吉田真由美に次ぐ3人目の連覇を達成（初優勝からの連覇は松永裕美に次いで2人目）。第7シーズンチャンピオン決定戦は2度目の挑戦で初制覇。
普段は所属である新狭山グランドボウルにて受付やレッスンなどの通常業務をしながら自らのトレーニングにも励んでいる。

## 人物に関する情報
- 特技は書道、好きな食べ物はお寿司（特にうに）、好きな色はオレンジ、好きな言葉は努力、一番落ち着く場所は一人暮らししている家、好きなテレビ番組は『ザ!鉄腕!DASH!!』、好きな芸能人は戸田恵梨香、好きなスポーツ選手は浅田真央、斉藤祐樹、もし願いが一つだけ叶うとしたら、ドラえもんのポケットが欲しい[4]。

## プライベート
- 2016年12月9日の自身のブログで同年11月に結婚したことを報告した。また結婚後も家庭と仕事を両立しプロボウラーを続投することも記されている[5]。
- 2022年10月8日の自身のランクシーカーブログで妊娠25週目に入り2023年1月出産予定であることを報告。
- 2023年1月27日に第一子となる男の子を出産。

## プロ入り後の戦績

### 2013年
- 第29回六甲クィーンズオープントーナメント 7位

### 2014年
- 2014プロボウリングレディース新人戦 3位
- ROUND1Cup Ladies 2014 3位

### 2015年
- 2015宮崎プロアマオープントーナメント 5位タイ
- グリコセブンティーンアイス杯第3回プロアマボウリングトーナメント 5位

### 2016年
- 第37回関西（女子）オープン 7位
- グリコセブンティーンアイス杯第4回プロアマボウリングトーナメント 10位

## Pリーグでの成績（3位以内）
- 第24戦 3位
- 第46戦 3位
- 第58戦 2位
- 第59戦 2位
- 第60戦 優勝
- 第6シーズンチャンピオン決定戦 3位
- 第61戦 優勝（自身初の連覇、Pリーグの連覇達成者は松永裕美・吉田真由美に次いで3人目、初優勝からの連覇は松永裕美に次いで2人目）
- 第7シーズンチャンピオン決定戦 優勝（初獲得）
- 第66戦 優勝（3回目）
- 第8シーズンチャンピオン決定戦 3位
- 第77戦 3位
- 第12シーズンチャンピオン決定戦 3位
- 第84戦 2位
- 第85戦 2位

## リンク
- 小泉奈津美｜選手データ｜公益社団法人 日本プロボウリング協会
- 小泉奈津美｜P★リーガー プロフィール｜P★League
- 小泉奈津美 プロフィール - Rankseeker
- 小泉奈津美 オフィシャルブログ  - Rankseeker
- 小泉 奈津美のブログ - Ameba Blog - 過去のブログ
- 小泉奈津美 小泉製作所 - Rankseeker
- 小泉製作所【小泉奈津美】 - YouTubeプレイリスト
- 小泉奈津美 (@natsumi_koizumi) - Instagram
- 小泉奈津美 (koizuminatsumi.497) - Facebook